# لهرمبا
لهرمبا روستایی در دهستان تمین بخش لادیز شهرستان میرجاوه استان سیستان و بلوچستان ایران است. مردم این منطقه از طایفه کهرازهی تشکیل شده .
بیشترین درامد مردم از فروش انار و انجیر  است 

## جمعیت
بر پایه سرشماری عمومی نفوس و مسکن در سال ۱۳۹۵ جمعیت این مکان ۱۸۴ نفر (۴۱خانوار) بوده‌است.